# محمدرضا مدحی
محمدرضا مدحی فردی بود که در مستند پخش شده از صدا و سیمای جمهوری اسلامی ایران به نام «الماسی برای فریب» با عنوان جاسوس وزارت اطلاعات در بین اپوزسیون خارج از کشور معرفی شد. وی در این مستند بیان کرد که توانسته به گروه‌های اپوزسیون نزدیک شود و به عنوان فرد بریده از حکومت خود را مطرح کند.
در دی ماه ۱۳۸۸ مقاله‌ای در بانکوک پست چاپ شد که در آن مدحی را با عنوان مأمور سابق وزارت اطلاعات معرفی کرد که به دلیل یک سری اتهامات از ایران فرار کرده و از زمان خروج از ایران با گروه شورای سبز امید در ارتباط بوده است. این مقاله از قول مدحی نوشت که محمود احمدی‌نژاد و محمدتقی مصباح یزدی دیوانه‌اند و وی از اعتراضات مسالمت آمیز مردم ایران در برابر حکومت حمایت می‌کند. این مقاله بانکوک پست باعث واکنش لورا روزن نویسنده سایت پلیتیکو شد که نتوانست هیچ سندی پیدا کند که مدحی مأمور مهم امنیتی در ایران بوده است و وی را زاییده نویسنده مقاله بانکوک پست دانست. همچنین در اوایل سال ۲۰۱۰، رادیو فردا با محمدرضا مدحی مصاحبه کرد اما سردبیر آن مدحی را فردی نامعتبر دانست و از پخش این مصاحبه جلوگیری کرد.

## پیوستن به گروه موج سبز
مدحی در ۱۴ بهمن ۱۳۸۹ به همراه امیرحسین جهانشاهی و مهرداد خوانساری در کنفرانس موج سبز در پاریس شرکت کرد و با این گروه اعلام پیوستگی کرد. مدحی که خود را سخنگوی جنبش جمع یاران معرفی می‌کرد ادعا کرد این تشکیلات متشکل از بیست هزار نفر اعضای سپاه، ارتش و دستگاه‌های اطلاعاتی جمهوری اسلامی هستند که در سرنگونی جمهوری اسلامی در کنار موج سبز نقش کلیدی خواهند داشت.

## بازگشت
هنگامی که قرار شد در راستای پروژه نفوذ، محمدرضا مدحی و شورای رهبری دولت در تبعید در پادگانی در تل‌آویو مستقر شوند عملیات نجات وی توسط مأموران اطلاعات سپاه انجام شد و مدحی به ایران بازگشت.

## مستند الماسی برای فریب
در ۱۸ خرداد ۱۳۹۰ مدحی در مستند الماسی برای فریب ظاهر شد. این مستند چند روز قبل از سالگرد اعتراضات به انتخابات ۸۸ از تلویزیون ایران پخش شد. در این مستند مدحی خود را به عنوان جاسوس دوجانبه معرفی می‌کند که توانسته به گروه‌های اپوزسیون حکومت ایران و سازمان‌های اطلاعاتی غربی نفوذ کند و در میان مقامات غربی توانسته جلسه‌ای محرمانه با هیلاری کلینتون و جو بایدن داشته باشد. این مستند بیان کرد مدحی خود را به اپوزسیون با عنوان تاجر الماس و مقام بلندپایه اطلاعاتی سابق نظام معرفی کرده بود و با ادعای اینکه بسیاری از دوستانش آماده‌اند از نظام بریده و به وی ملحق شوند توانسته بود توجه دولت‌های خارجی را به خود جلب کند. مدحی در این مستند گفت وقتی به اسرائیل رفت و در پادگانی در اسرائیل وظیفه فرماندهی کودتا و عملیات در ایران را داشت، اطلاعات ایران برای نجات وی وارد عمل شد و او را به ایران بازگرداند.
روزنامه کیهان در تاریخ ۱۹ خرداد ۱۳۹۰ مدحی را به عنوان عضو دستگیر شده ضدانقلاب معرفی کرد اما خبرگزاری ایرنا نوشت مدحی عامل نفوذی وزارت اطلاعات بوده است.

## واکنش چهره‌های اپوزسیون
علیرضا نوری زاده که در برنامه‌های خود با مدحی مصاحبه می‌کرد ادعا کرد و گفت: «این مدحی بود که به ما اطلاعات می‌داد و در مورد فساد آقازاده‌ها می‌گفت اما از یک سال و نیم قبل وقتی دیدم حرفی برای گفتن ندارد و خط قرمز دارد و در مورد آقای خامنه‌ای نمی‌خواهد صحبت کند دیگر با وی گفتگو نکردم.»
این گفته نوری زاده در حالی بود که در نوامبر ۲۰۱۰ یعنی ۷ ماه پیش از انتشار مستند الماس فریب، نوری زاده در یک مصاحبه تلفنی -به قول مجری تلویزیون فارسی بی‌بی‌سی- «هندوانه زیر بغل مدحی گذاشته بود» و «بسیار مدحی را قبول داشت به طوری که به او استناد می‌کرد».
امیرحسین جهانشاهی در کنفرانس مطبوعاتی در ۲۵ خرداد گفت «عوامل ما در داخل حکومت به ما اطلاع داده بودند که مدحی در دست عوامل حاکمیت قرار گرفته است اما به لحاظ ملاحظات امنیتی برای شخص سردار مدحی و شبکه‌اش مجبور بودیم این خبر را تا به امروز آشکار نکنیم.»
نیک آهنگ کوثر سردبیر سایت خودنویس که مصاحبه‌هایی با مدحی داشته است در مورد وی گفت: «امکان دارد که او به عنوان یک جاسوس دوجانبه عمل می‌کرده و احتمال این هم وجود دارد که این مورد نیز شبیه مورد شهرام امیری باشد، اما گفته می‌شود که او پس از آنکه حکومت خانوادهٔ او را تهدید کرده، به ایران بازگشته است».
مهرداد خوانساری گفت: «ما تمام بررسی‌ها را در مورد سردار مدحی انجام دادیم و وی را به عنوان یک عنصر نفوذی جمهوری اسلامی نمی‌شناسیم. وی اکنون در دست حکومت ایران گرفتار شده است و هر چه آنها بخواهند می‌گوید».

## درگذشت
محمدرضا مدحی در ۱۷ مرداد ماه ۱۴۰۰ بر اثر جراحات ناشی از جنگ ایران و عراق درگذشت.